# 德米特羅維奇 (利維夫區)
49°46′11″N 24°11′37″E / 49.76972°N 24.19361°E
德米特羅維奇（羅馬化：Dmytrovychi）是烏克蘭西部利沃夫州利維夫區達維迪夫市鎮的村莊，面積1.6平方公里，海拔高度267米，人口380，人口密度每平方公里280人。